# Laguna de los Peces
A Laguna de los Peces (lagoa dos Peixes) é uma lagoa localizada no termo municipal de Galende da província de Samora (Castela e Leão, Espanha).

## Geografia física

### Localização
Situada na comarca de Sanabria, é uma lagoa de montanha de origem glaciar que se encontra localizada a uma altitude de 1707 m, altura que lhe obriga a passar o final do outono, o inverno e o princípio da primavera gelada e seus arredores cobertos de neve. Encontra-se nas proximidades do lago de Sanábria e pertence ao espaço protegido do parque natural do Lago de Sanabria e Arredores.

### Acesso
Trata-se da única lagoa sanabresa à qual se pode aceder em carro por uma estrada asfaltada, apesar disto o piso não é do todo regular e a estrada é muito sinuosa com curvas pronunciadas que se assomam a vales como o do canhão do rio Forcadura com um barranco a mais de 250 metros.
A estrada passa vários dias do inverno cortada, especialmente quando as nevadas se sucedem em toda a comarca já que as máquinas limpa neves se centram logicamente em limpar os acessos aos núcleos habitados e dita estrada permanece fechada ao tráfico.

### Clima

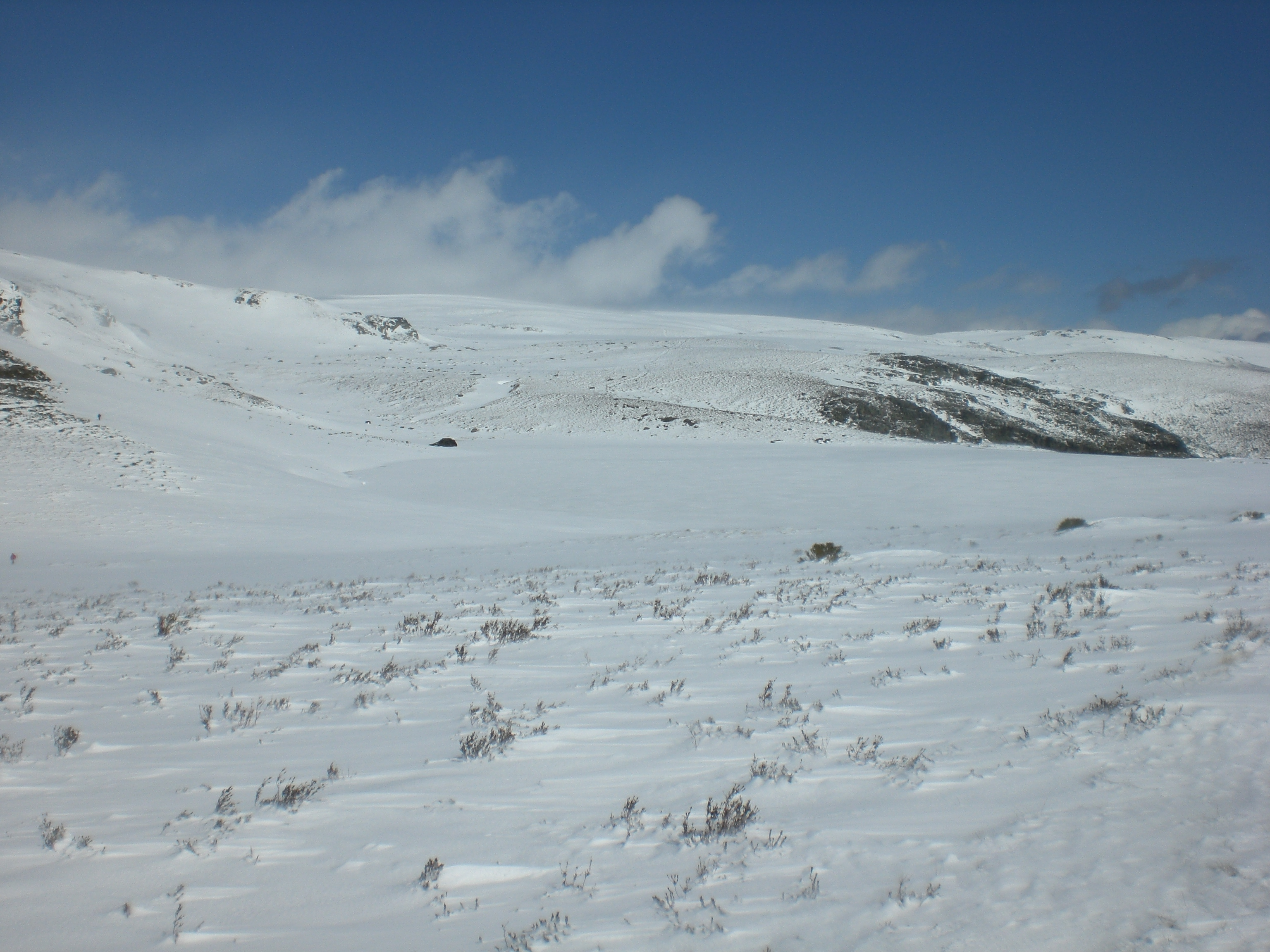
A lagoa dos Peixes coberta de neve

O clima nesta zona é muito frio e húmido durante o inverno e temperado e mais seco durante o verão.
A lagoa suporta nos meses de dezembro, janeiro e fevereiro temperaturas máximas que muito rara vez superam os 0 °C e mínimas que podem descer até os -20 °C com certa facilidade, isto, unido ao forte vento que açoita esta zona pode fazer chegar a sensação térmica até temperaturas de 30 °C negativos ou inclusive menos. Em inverno sucedem-se nos dias de geladas e nevada, e devido às baixas temperaturas da comarca a cota de neve não costuma subir de 1600-1700 m muito numerosos dias pelo que a maior parte da precipitação que cai durante o final do outono, o inverno e o princípio da primavera é neve.
São propícias as grandes nevadas podendo-se atingir espessuras de até dois metros e esta pode estar presente ao lugar até mês de junho.

## Acesso
Seu acesso pode realizar-se em carro, existindo uma explanada de estacionamento na que poder deixar o veículo. Para chegar a ela há que passar por San Martín de Castañeda e seguir a subida por uma estrada de forte inclinação e bonitas vistas. Na estrada que chega até à lagoa, se situa um bonito mirador ao que as vistas denominam Neveira. Desde o mesmo pode-se observar uma bela perspectiva do lago de Sanábria e de boa parte da comarca.
Da lagoa dos Peixes partem várias rotas de caminhada, algumas delas sinalizadas, que nos permitem aceder por exemplo a Peña Trevinca e Moncalvo.